# لو ميدي ليبر (صحيفة)
لو ميدي ليبر (بالفرنسية: Le midi Libre)‏ وتعني الظهيرة الحرة هي يومية جزائرية تصدر باللغة الفرنسية.

## وصلات خارجية
- الموقع الرسمي لجريدة لو ميدي ليبر